# Sozialer Realismus

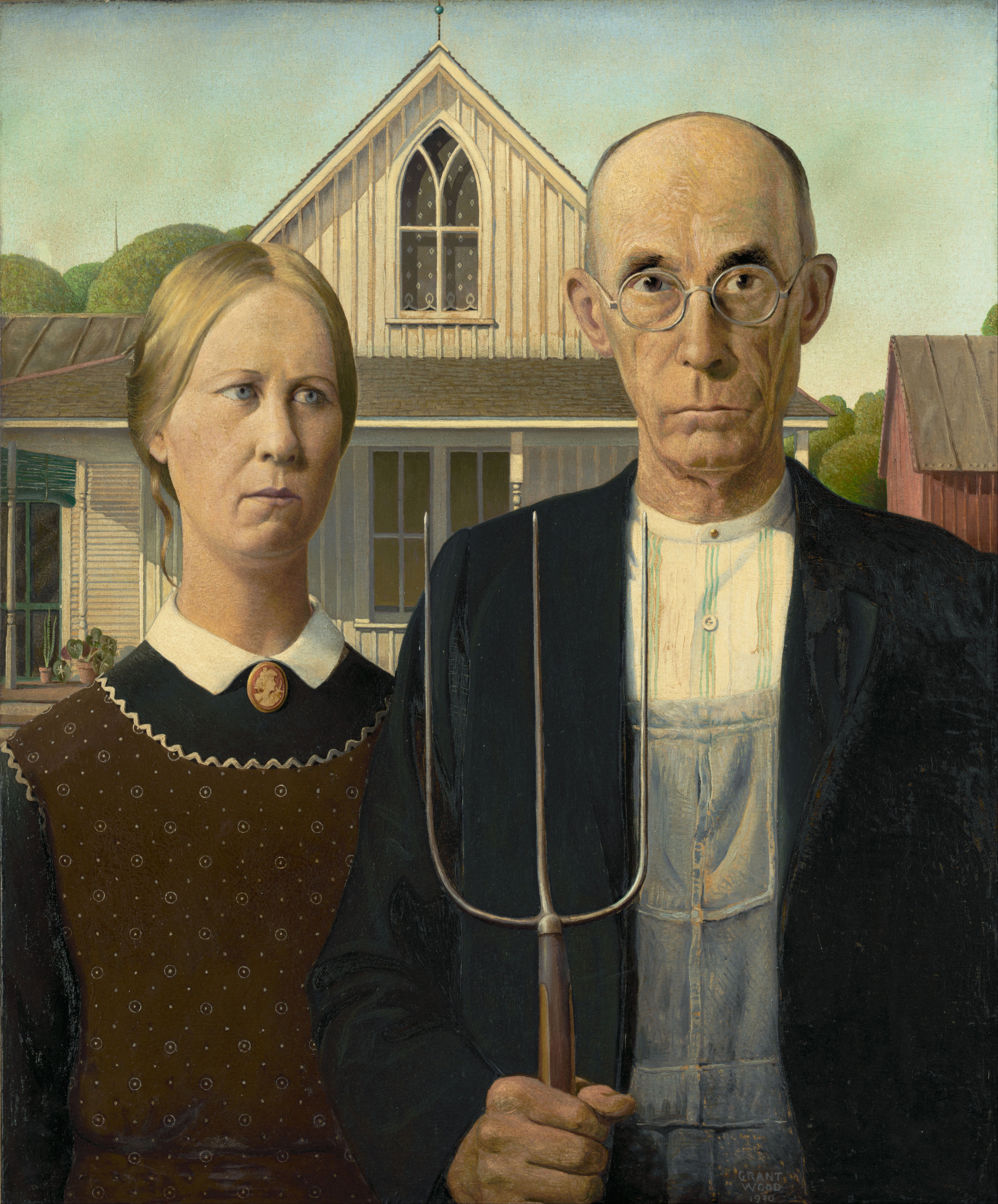
Grant Woods Opus magnum American Gothic, 1930, ist zu einer weithin bekannten (und oft parodierten) Ikone des sozialen Realismus geworden.

Sozialer Realismus (englisch social realism) ist die Bezeichnung für Werke von Malern, Grafikern, Fotografen, Schriftstellern und Filmemachern, die darauf abzielen, auf die realen sozio-politischen Bedingungen der Arbeiterklasse aufmerksam machen, um die dahinter stehenden Machtstrukturen zu kritisieren.
Der Begriff wird manchmal im engeren Sinne für eine Kunstbewegung verwendet, die zwischen den beiden Weltkriegen als Reaktion auf die Nöte und Probleme des einfachen Volkes nach dem großen Zusammenbruch aufblühte. Um ihre Kunst einem breiteren Publikum zugänglich zu machen, wandten sich die Künstler realistischen Darstellungen von anonymen Arbeitern sowie Prominenten als heroischen Symbolen der Stärke im Angesicht des Unglücks zu. Die Künstler verfolgten damit ein politisches Ziel, denn sie wollten die sich verschlechternden Bedingungen der armen und arbeitenden Klassen aufzeigen und die bestehenden Regierungs- und Sozialsysteme zur Rechenschaft ziehen.
Der soziale Realismus sollte nicht mit dem sozialistischen Realismus verwechselt werden, der offiziellen sowjetischen Kunstform, die 1934 von Joseph Stalin institutionalisiert und später von verbündeten kommunistischen Parteien weltweit übernommen wurde. Er unterscheidet sich auch insofern vom Realismus, einer künstlerischen Bewegung, die in den 1840er Jahren in Frankreich im Umfeld der Revolution von 1848 entstand, als er nicht nur die Lebensbedingungen der Armen darstellt, sondern auch die Spannungen zwischen zwei gegensätzlichen Kräften, z. B. zwischen Bauern und ihrem Feudalherrn. Manchmal werden die Begriffe sozialer Realismus und sozialistischer Realismus jedoch synonym verwendet.

## Ursprünge

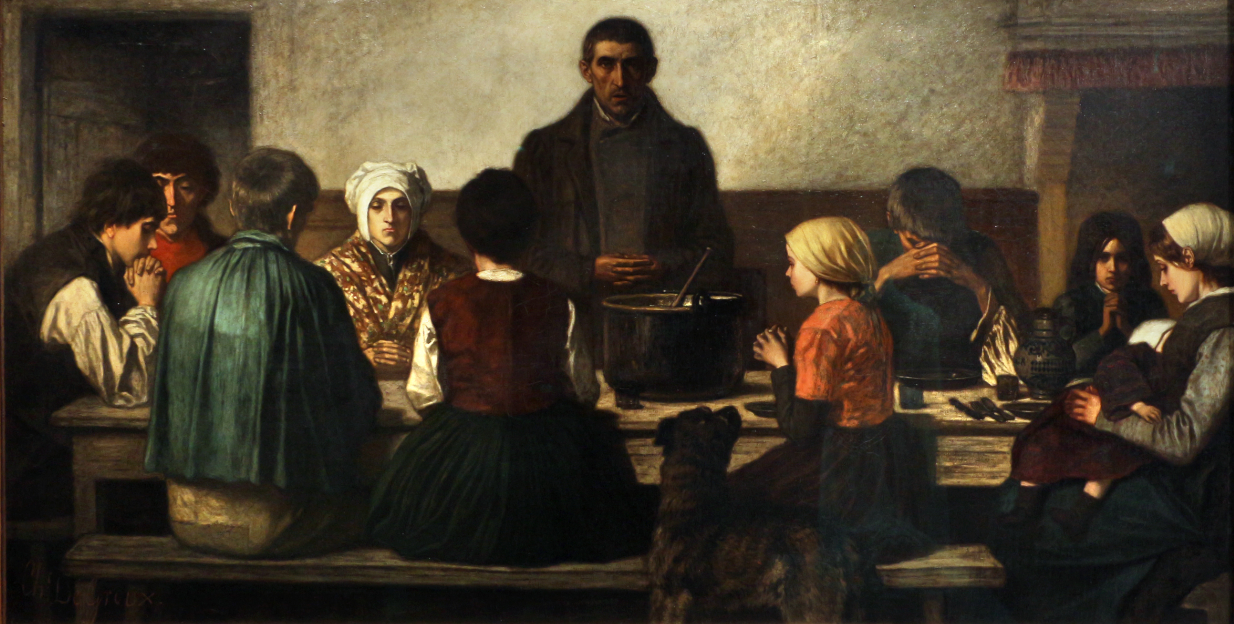
Charles de Groux, The Blessing, 1860.

Der soziale Realismus, eine Kunstbewegung, die in den USA zwischen den beiden Weltkriegen als Reaktion auf die zunehmende Not der einfachen Leute in den Vordergrund trat, wurde von der seit Jahrzehnten bestehenden Tradition des sozialen Realismus in Frankreich beeinflusst.
Der soziale Realismus geht auf den europäischen Realismus des 19. Jahrhunderts zurück, u. a. auf die Kunst von Honoré Daumier, Gustave Courbet und Jean-François Millet. Die industrielle Revolution in Großbritannien weckte die Sorge um die Armen, und in den 1870er Jahren wurden die Werke von Künstlern wie Luke Fildes, Hubert von Herkomer, Frank Holl und William Small in großem Umfang im britischen Wochenmagazin The Graphic reproduziert.
In Russland kritisierte der Peredwischniki oder „Sozialrealismus“ das soziale Milieu, das die dargestellten Zustände verursachte, und prangerte die zaristische Zeit an. Ilja Repin sagte, dass er mit seiner Kunst „alle Ungeheuerlichkeiten unserer abscheulichen Gesellschaft“ aus der Zarenzeit kritisieren wollte. Ähnliche Anliegen wurden im Großbritannien des 20. Jahrhunderts von der Artists' International Association, Mass-Observation und der Kitchen Sink School aufgegriffen.
Die sozialrealistische Fotografie knüpft an die dokumentarischen Traditionen des späten 19. Jahrhunderts an, etwa an die Arbeiten von Jacob Riis und Maksim Dmitriyev.

### Ashcan School

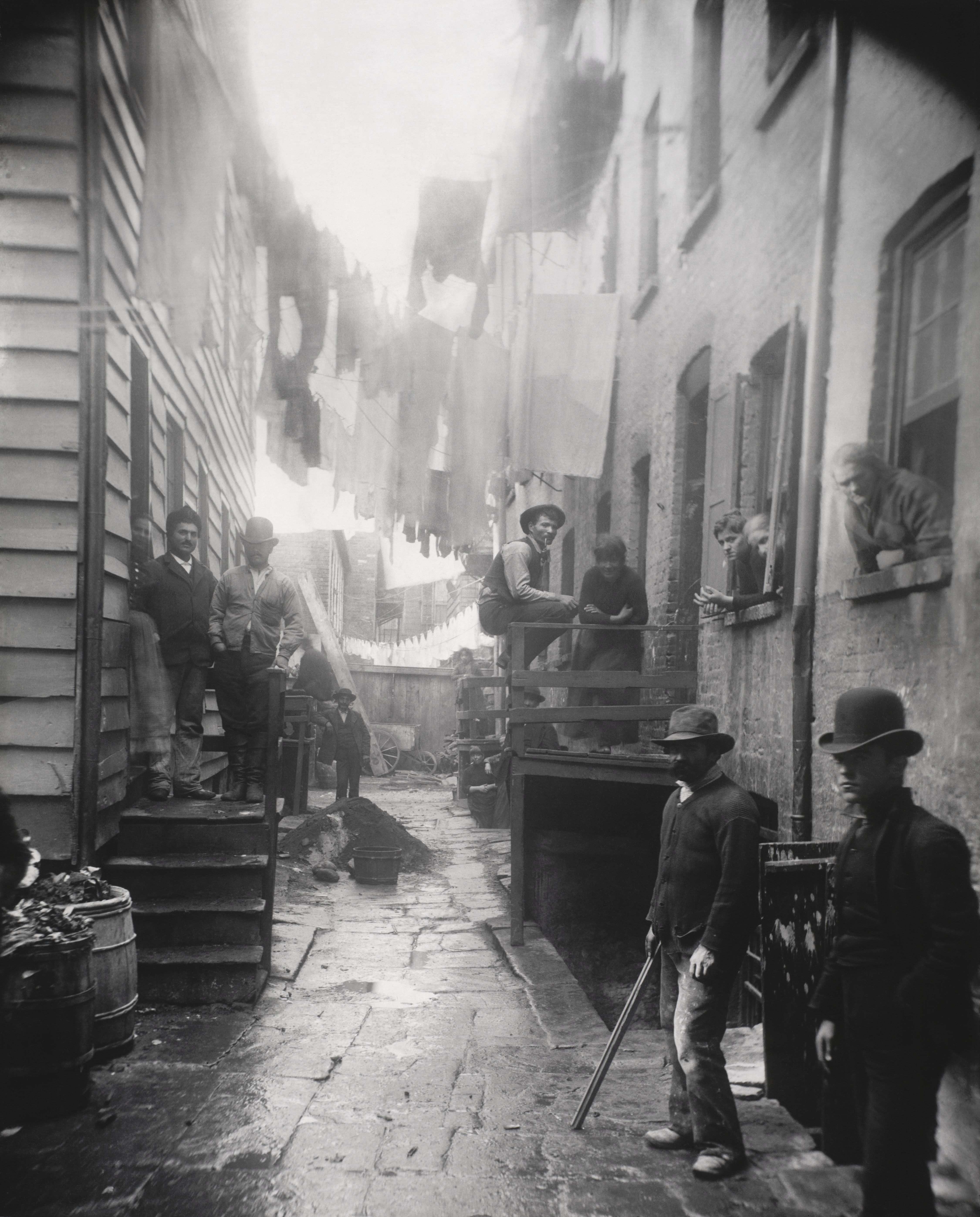
Jacob August Riis, Bandit's Roost, 1888, aus How the Other Half Lives. Bandit's Roost at 59½ Mulberry Street galt als der am stärksten von Kriminalität geprägte Teil von New York City

Um 1900 forderte eine Gruppe Künstler des amerikanischen Realismus unter der Leitung von Robert Henri den amerikanischen Impressionismus und die Akademiker heraus, was als Ashcan School bekannt werden sollte. Der Begriff geht auf eine Zeichnung von George Bellows mit dem Titel Disappointments of the Ash Can zurück, die im April 1915 in der Tageszeitung The Philadelphia Record erschien.
In Gemälden, Illustrationen, Radierungen und Lithografien konzentrierten sich die Ashcan-Künstler darauf, die Vitalität New Yorks darzustellen, mit einem scharfen Blick auf aktuelle Ereignisse und die soziale und politische Rhetorik ihrer Zeit. H. Barbara Weinberg vom Metropolitan Museum of Art hat die Künstler als Dokument einer „beunruhigenden Übergangszeit beschrieben, die von Zuversicht und Zweifel, Aufregung und Beklemmung geprägt war. Indem sie die neuen, harten Realitäten wie die Probleme der Einwanderung und der städtischen Armut ignorierten oder nur behutsam registrierten, warfen sie ein positives Licht auf ihre Epoche.“
Zu den bemerkenswerten Ashcan-Werken gehören George Luks’ Breaker Boy und John Sloans Sixth Avenue Elevated at Third Street. Die Ashcan School beeinflusste die Kunst der Weltwirtschaftskrise, darunter Thomas Hart Bentons Wandbild City Activity with Subway.

## Kunstbewegung

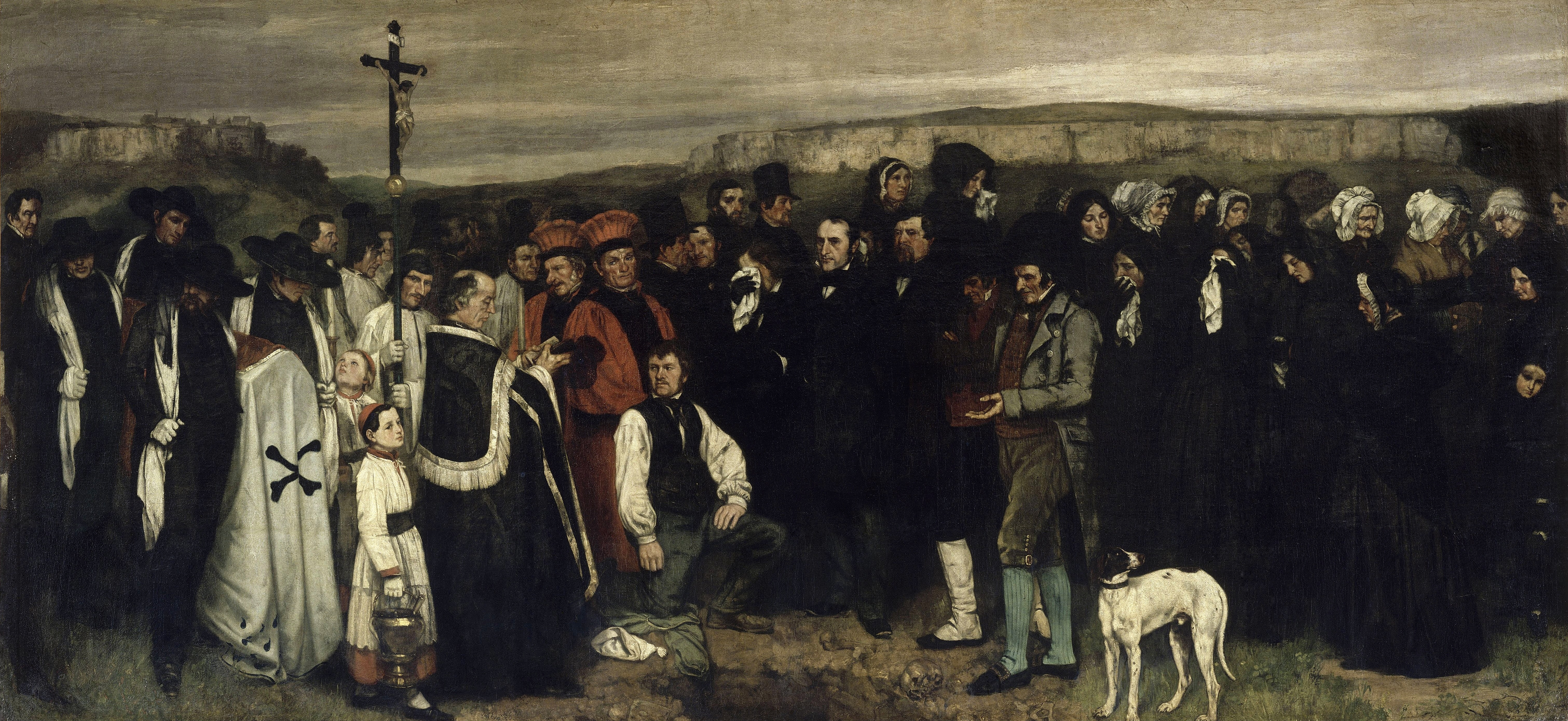
Gustave Courbet, Ein Begräbnis in Ornans

Der Begriff geht im weiteren Sinne auf die realistische Bewegung in der französischen Kunst in der Mitte des 19. Jahrhunderts zurück. Der soziale Realismus des 20. Jahrhunderts bezieht sich auf die Werke des französischen Künstlers Gustave Courbet und insbesondere auf die Auswirkungen seiner Gemälde Ein Begräbnis in Ornans und Die Steinbrecher aus dem 19. Jahrhundert, die die Besucher des französischen Salon de Paris von 1850 empörten, und gilt als internationales Phänomen, das auch auf den europäischen Realismus und die Werke von Honoré Daumier und Jean-François Millet zurückgeht. Der sozialrealistische Stil kam in den 1960er Jahren aus der Mode, ist aber noch immer einflussreich im Denken und in der Kunst von heute.
Im engeren Sinne wurde der soziale Realismus, der seine Wurzeln im europäischen Realismus hat, zu einer wichtigen Kunstbewegung während der Großen Depression in den Vereinigten Staaten in den 1930er Jahren. Als amerikanische Kunstrichtung ist er eng mit der amerikanischen Szenenmalerei und dem Regionalismus verwandt.
Der amerikanische soziale Realismus umfasst Werke von Künstlern der Ashcan School wie Edward Hopper und Thomas Hart Benton, Will Barnet, Ben Shahn, Jacob Lawrence, Paul Meltsner, Romare Bearden, Raphael Soyer, Isaac Soyer, Moses Soyer, Reginald Marsh, John Steuart Curry, Arnold Blanch, Aaron Douglas, Grant Wood, Horace Pippin, Walt Kuhn, Isabel Bishop, Paul Cadmus, Doris Lee, Philip Evergood, Mitchell Siporin, Robert Gwathmey, Adolf Dehn, Harry Sternberg, Gregorio Prestopino, Louis Lozowick, William Gropper, Philip Guston, Jack Levine, Ralph Ward Stackpole, John Augustus Walker und weitere. Sie erstreckt sich auch auf die Kunst der Fotografie, wie die Werke von Walker Evans, Dorothea Lange, Margaret Bourke-White, Lewis Hine, Edward Steichen, Gordon Parks, Arthur Rothstein, Marion Post Wolcott, Doris Ulmann, Berenice Abbott, Aaron Siskind und Russell Lee und vielen anderen zeigen.
In Mexiko wird die Malerin Frida Kahlo mit der Bewegung des sozialen Realismus in Verbindung gebracht. Ebenfalls in Mexiko entstand der Muralismo, eine Wandmalereibewegung, die vor allem in den 1920er und 1930er Jahren stattfand und viele Künstler nördlich der Grenze inspirierte und ein wichtiger Bestandteil der Bewegung des sozialen Realismus war. Die mexikanische Wandmalereibewegung zeichnet sich durch ihre politischen Untertöne aus, von denen die meisten marxistischer Natur sind, sowie durch die soziale und politische Situation im postrevolutionären Mexiko. Diego Rivera, David Alfaro Siqueiros, José Clemente Orozco und Rufino Tamayo sind die bekanntesten Vertreter dieser Bewegung. Santiago Martínez Delgado, Jorge González Camarena, Roberto Montenegro Nervo, Federico Cantú Garza und Jean Charlot sowie zahlreiche andere Künstler beteiligten sich an dieser Bewegung.
Viele Künstler, die sich dem sozialen Realismus verschrieben haben, waren Maler mit sozialistischen (aber nicht unbedingt marxistischen) politischen Ansichten. Die Bewegung hat daher einige Gemeinsamkeiten mit dem sozialistischen Realismus in der Sowjetunion und im Ostblock, aber die beiden sind nicht identisch – der soziale Realismus ist keine offizielle Kunst und lässt Raum für Subjektivität. In bestimmten Kontexten wurde der sozialistische Realismus als ein spezifischer Zweig des sozialen Realismus bezeichnet.
Zusammenfassend lässt sich sagen:
Der soziale Realismus entwickelte sich als Reaktion auf den Idealismus und das von der Romantik geförderte übersteigerte Ego. Die Folgen der Industriellen Revolution wurden deutlich: Die urbanen Zentren wuchsen, die Elendsviertel wucherten in einem neuen Ausmaß und standen im Gegensatz zu dem zur Schau gestellten Reichtum der Oberschicht. Mit einem neuen sozialen Bewusstsein verpflichteten sich die sozialen Realisten, „die schöne Kunst“ zu bekämpfen, d. h. jeden Stil, der das Auge oder die Gefühle ansprach. Sie konzentrierten sich auf die hässlichen Realitäten des zeitgenössischen Lebens und sympathisierten mit den Menschen der Arbeiterklasse, insbesondere mit den Armen. Sie hielten fest, was sie sahen („wie es war“), und zwar in einer leidenschaftslosen Weise. Die Öffentlichkeit war über den Sozialrealismus empört, zum Teil, weil sie nicht wusste, wie sie ihn betrachten oder was sie mit ihm anfangen sollte.

## In den Vereinigten Staaten

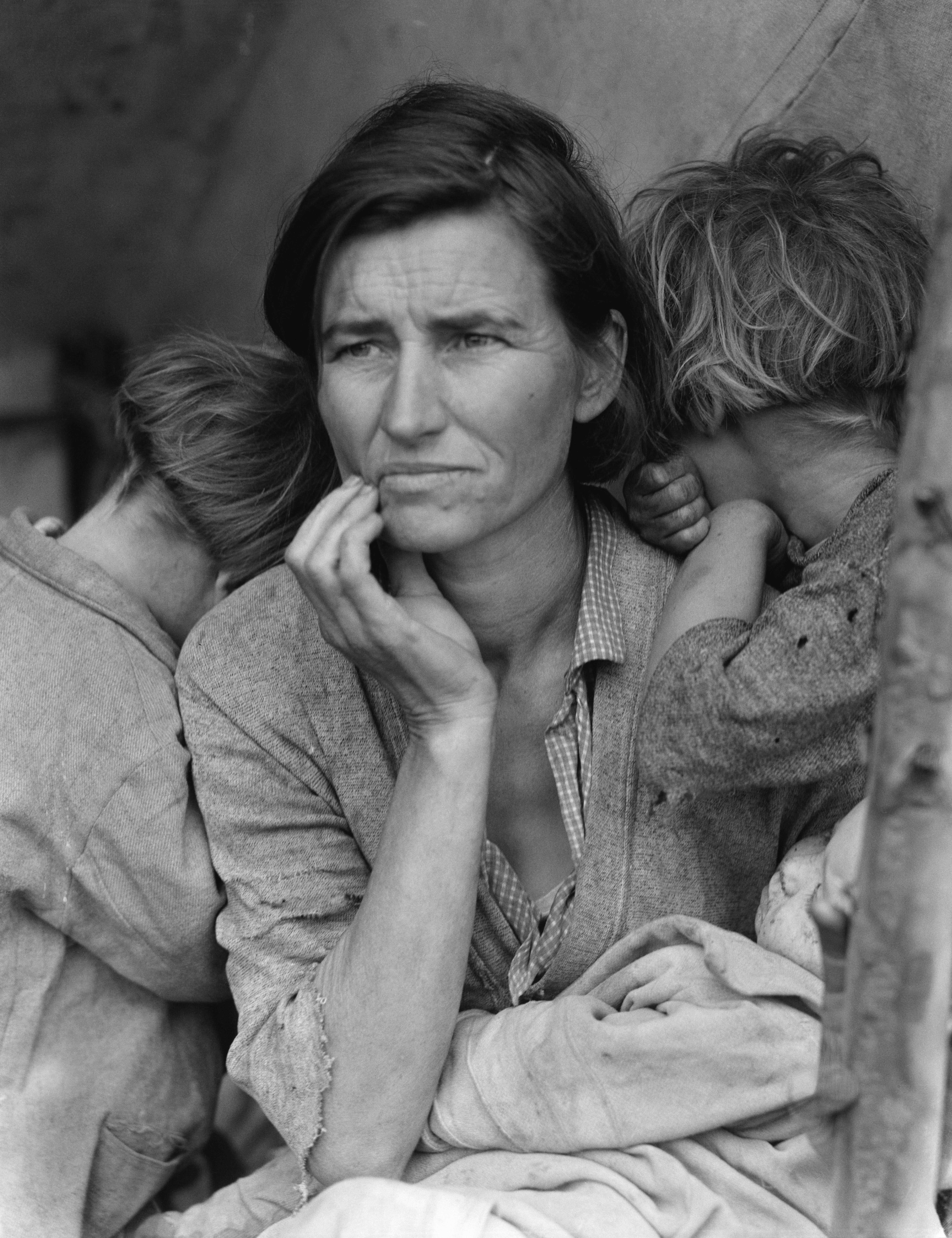
Dorothea Lange, Migrantenmutter, 1936. Ein Porträt von Florence Owens Thompson (1903–1983). Ein legendäres Foto der Weltwirtschaftskrise.

Der soziale Realismus in den Vereinigten Staaten wurde von den Wandmalern inspiriert, die nach der mexikanischen Revolution von 1910 in Mexiko tätig waren.

### Projekt der Farm Security Administration
Die Fotografie sozialen Realismus erreichte ihren Höhepunkt in den Arbeiten von Dorothea Lange, Walker Evans, Ben Shahn und anderen für das Projekt der Farm Security Administration (FSA) in den Jahren 1935 bis 1943.
Nach dem Ersten Weltkrieg brach die boomende US-Farmwirtschaft aufgrund von Überproduktion, sinkenden Preisen, ungünstigem Wetter und zunehmender Mechanisierung zusammen. Viele Landarbeiter wurden arbeitslos und viele kleine landwirtschaftliche Betriebe mussten sich verschulden. Verschuldete Farmen wurden zu Tausenden zwangsversteigert und Pächter und Teilpächter wurden von ihrem Land vertrieben. Als Franklin D. Roosevelt 1932 sein Amt antrat, lebten fast zwei Millionen Farmerfamilien in Armut und Millionen Hektar Farmland waren durch Bodenerosion und schlechte Anbaumethoden ruiniert worden.
Die Farm Security Administration (FSA) war eine Behörde des New Deal, die in dieser Zeit die Armut im ländlichen Raum bekämpfen sollte. Die Behörde stellte Fotografen ein, um den visuellen Nachweis zu erbringen, dass ein Bedarf bestand und dass die FSA-Programme diesem Bedarf entsprachen. Letztendlich umfasste dieser Auftrag über 80.000 Schwarzweißbilder und gilt heute als eines der berühmtesten Projekte der Dokumentarfotografie überhaupt.

### Kunstprojekte des WPA und des Schatzamtes
Das Public Works of Art Project (WPA)  war ein Programm zur Beschäftigung von Künstlern während der Weltwirtschaftskrise. Es war das erste Programm dieser Art und lief von Dezember 1933 bis Juni 1934. Geleitet wurde es von Edward Bruce, der dem Finanzministerium der Vereinigten Staaten unterstand und von der Civil Works Administration (CWA)  finanziert wurde.
Die 1935 gegründete Works Progress Administration (WPA) war die größte und ehrgeizigste New-Deal-Behörde, die Millionen von Arbeitslosen (meist ungelernte Männer) beschäftigte, um öffentliche Bauprojekte durchzuführen, darunter den Bau von öffentlichen Gebäuden und Straßen. In weitaus kleineren, aber berühmteren Projekten beschäftigte die WPA Musiker, Künstler, Schriftsteller, Schauspieler und Regisseure in großen Kunst-, Theater-, Medien- und Alphabetisierungsprojekten.
Viele der im Rahmen der WPA beschäftigten Künstler werden dem sozialen Realismus zugeordnet. Der soziale Realismus wurde während der Großen Depression in den Vereinigten Staaten in den 1930er Jahren zu einer wichtigen Kunstbewegung. Als amerikanische Kunstrichtung, die durch die New-Deal-Kunst gefördert wurde, ist der soziale Realismus eng mit der amerikanischen Szenenmalerei und dem Amerikanischer Regionalismus verbunden.

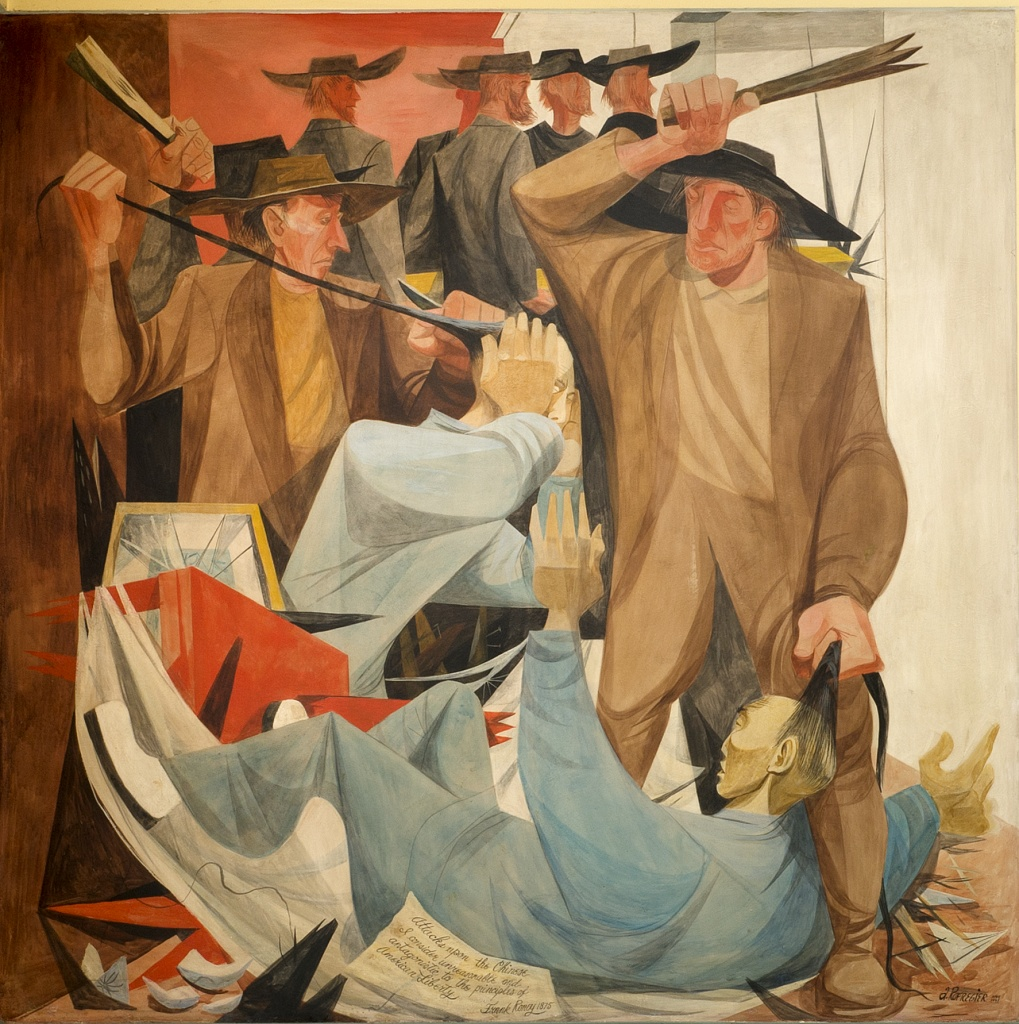
Anton Refregiers Wandgemälde „Beating the Chinese“ im Rincon Center in San Francisco stellt die ethnischen Gewalttaten während des Aufstands von San Francisco 1877 dar.

Viele Künstler, die sich dem sozialen Realismus verschrieben haben, waren Maler mit sozialistischen (aber nicht unbedingt marxistischen) politischen Ansichten. Die Bewegung hat daher einige Gemeinsamkeiten mit dem in der Sowjetunion und im Ostblock praktizierten sozialistischen Realismus, aber die beiden sind nicht identisch – der soziale Realismus ist keine offizielle Kunst und lässt Raum für Subjektivität. In bestimmten Zusammenhängen wird der sozialistische Realismus als ein spezifischer Zweig des sozialen Realismus bezeichnet.

### Zweiter Weltkrieg bis heute
Mit dem Aufkommen des abstrakten Expressionismus in den 1940er Jahren war der soziale Realismus aus der Mode gekommen. Mehrere WPA-Künstler fanden während des Zweiten Weltkriegs Arbeit beim United States Office of War Information, wo sie Plakate und andere visuelle Materialien für die Kriegsanstrengungen anfertigten.
Nach dem Krieg setzten viele Künstler des sozialen Realismus ihre Karriere in den 1950er bis in die 2000er Jahre fort, obwohl sie auf dem Kunstmarkt keine Beachtung fanden; Künstler wie Jacob Lawrence, Ben Shahn, Bernarda Bryson Shahn, Raphael Soyer, Robert Gwathmey, Antonio Frasconi, Philip Evergood, Sidney Goodman und Aaron Berkman arbeiteten weiterhin mit sozialrealistischen Modalitäten und Themen.
Ob in Mode oder nicht, der soziale Realismus und das sozial bewusste Kunstschaffen werden heute in der zeitgenössischen Kunstwelt fortgesetzt, u. a. von den Künstlern Sue Coe, Mike Alewitz, Kara Walker, Celeste Dupuy Spencer, Allan Sekula und Fred Lonidier.

## Galerie
| - Thomas Hart Benton, People of Chilmark, 1920, Hirshhorn Museum and Sculpture Garden, Washington, D.C. - Maxine Albro, California (Wandbild), 1934, Coit Tower, San Francisco - Walker Evans, Floyd Burroughs, Alabama cotton Sharecropper, Hale County (Alabama), ca. 1935–1936, Fotografie - Ben Shahn, Detail of The Passion of Sacco and Vanzetti (1967, mosaic), Syracuse University, Syracuse (New York) - Walker Evans, Allie Mae Burroughs, Wife of a Cotton Sharecropper, Hale County (Alabama), ca. 1935–1936, Fotografie - Arthur Rothstein, A Farmer and His Two Sons During a Dust Storm, Cimarron County, Oklahoma, 1936, Foto, das als Ikone der Dust Bowl gilt. - Santiago Martinez Delgado, Wandgemälde für die Chicago International Fair 1933 - José Clemente Orozco, Detail der Wandmalerei Omnisciencia, 1925 - Diego Rivera, Recreation of Man at the Crossroads (umbenannt in Man, Controller of the Universe), ursprünglich aus dem Jahr 1934 - Constantin Meunier, Miner at the Exit of the Shaft, 1880er, Constantin Meunier Museum Ixelles/Elsene Region Brüssel - Eugène Laermans, Emigrants, central panel, 1896, Königliches Museum der Schönen Künste (Antwerpen) - Vincent van Gogh, Die Kartoffelesser, 1885, Van Gogh Museum, Amsterdam |

## In Lateinamerika
Die nach der mexikanischen Revolution von 1910 in Mexiko tätigen Wandmaler schufen vor allem propagandistische Wandbilder, die den revolutionären Geist und den Stolz auf die Traditionen der indigenen Völker Mexikos betonten, darunter Diego Riveras History of Mexico from the Conquest to the Future, José Clemente Orozcos Catharsis und David Alfaro Siqueiros’ The Strike. Diese Wandgemälde regten auch den sozialen Realismus in anderen lateinamerikanischen Ländern an, von Ecuador (The Strike von Oswaldo Guayasamín) bis Brasilien (Candido Portinaris Coffee).

## In Europa

Bruno Caruso, News Stand, Tinte (1952)

In Belgien finden sich frühe Vertreter des sozialen Realismus in den Werken von Künstlern des 19. Jahrhunderts wie Constantin Meunier und Charles de Groux. In Großbritannien hatten Künstler wie der Amerikaner James Abbott McNeill Whistler sowie die englischen Künstler Hubert von Herkomer und Luke Fildes großen Erfolg mit realistischen Gemälden, die sich mit sozialen Themen und Darstellungen der „realen“ Welt befassten. Auch Künstler in Westeuropa griffen zu Beginn des 20. Jahrhunderts den sozialen Realismus auf, darunter der italienische Maler und Illustrator Bruno Caruso, die deutschen Künstler Käthe Kollwitz (Vergewaltigt), George Grosz (Teutonischer Tag), Otto Dix und Max Beckmann, der schwedische Künstler Torsten Billman, die niederländischen Künstler Charley Toorop (Die Mahlzeit der Freunde) und Pyke Koch, die französischen Künstler Maurice de Vlaminck, Roger de La Fresnaye, Jean Fautrier und Francis Gruber sowie die belgischen Künstler Eugène Laermans und Constant Permeke.
Die politische Polarisierung der Epoche führte dazu, dass die Abgrenzung des Sozialen Realismus vom Sozialistischen Realismus in der öffentlichen Meinung an Bedeutung verlor und Mitte des 20. Jahrhunderts sowohl in Westeuropa als auch in den Vereinigten Staaten von der abstrakten Kunst abgelöst wurde.

### Frankreich
Der Realismus, ein Malstil, der die Wirklichkeit dessen wiedergibt, was die Augen sehen können, war in Frankreich Mitte bis Ende des 19. Jahrhunderts sehr populär. Er entstand mit der Einführung der Fotografie – einer neuen visuellen Quelle, die den Wunsch weckte, Dinge zu schaffen, die „objektiv real“ aussehen. Der Realismus richtete sich gegen die Romantik, die in der Mitte des 19. Jahrhunderts die französische Literatur und Kunst beherrschte. Unbeeinflusst von persönlichen Vorurteilen glaubte der Realismus an die Ideologie der äußeren Realität und lehnte sich gegen übertriebenen Emotionalismus auf. Wahrheit und Genauigkeit waren die Ziele vieler Realisten wie Gustave Courbet.

### Russland und die Sowjetunion

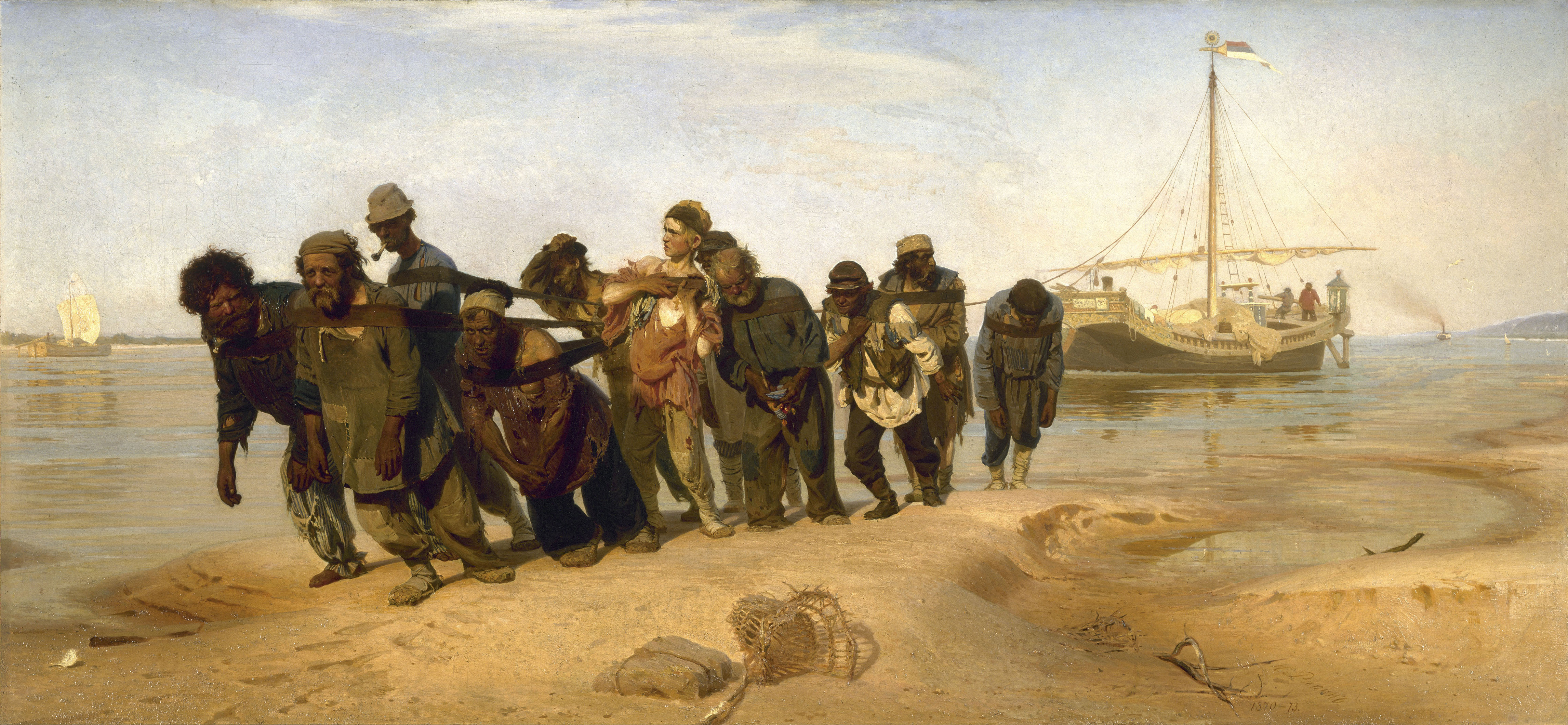
Ilya Repin, Die Wolgatreidler 1872–1873

Der französische Realismus war in den 1840er Jahren im Zusammenhang mit der Revolution von 1848 entstanden. Diese Kunstrichtung bzw. Strömung hatte ihre Entsprechung in vielen weiteren Ländern, die sich jedoch etwas später entwickelten. Insbesondere die Gruppe der Peredwischniki (deutsch Wanderer) in Russland, die sich in den 1860er Jahren bildete und ab 1871 Ausstellungen organisierte, umfasste viele Realisten wie Ilja Repin oder Grigorjewitsch Mjassojedow und hatte großen Einfluss auf die russische Kunst.
Aus diesem wichtigen Trend heraus entwickelte sich der sozialistische Realismus, der die sowjetische Kultur und den künstlerischen Ausdruck mehr als 60 Jahre lang dominieren sollte. Der sozialistische Realismus, der sozialistische Ideologien vertrat, war eine Kunstbewegung, die das soziale und politische Leben der Gegenwart in den 1930er Jahren von einem linken Standpunkt aus darstellte. Sie stellte Themen von sozialem Interesse dar: den Kampf des Proletariats – die Härten des Alltags, die die Arbeiterklasse ertragen musste und betonte heroisch die Werte der loyalen kommunistischen Arbeiter.
Die Ideologie des sozialen Realismus, die durch die Darstellung des Heldentums der Arbeiterklasse vermittelt wurde, sollte revolutionäre Aktionen fördern und anregen sowie das Bild des Optimismus und der Bedeutung der Produktivität verbreiten. Die Menschen optimistisch zu halten, bedeutete, ein Gefühl des Patriotismus zu schaffen, das sich im Kampf um eine erfolgreiche sozialistische Nation als sehr wichtig erweisen würde. Die Gewerkschaftszeitung Literaturnaja gaseta bezeichnete den sozialen Realismus als „Darstellung der proletarischen Revolution“. Während der Herrschaft Joseph Stalins wurde es als besonders wichtig erachtet, den sozialistischen Realismus als Propagandamittel auf Plakaten zu verwenden, da er die Menschen optimistisch stimmte und zu größerer produktiver Anstrengung anregte – eine Notwendigkeit für sein Ziel, Russland zu einer Industrienation zu entwickeln.

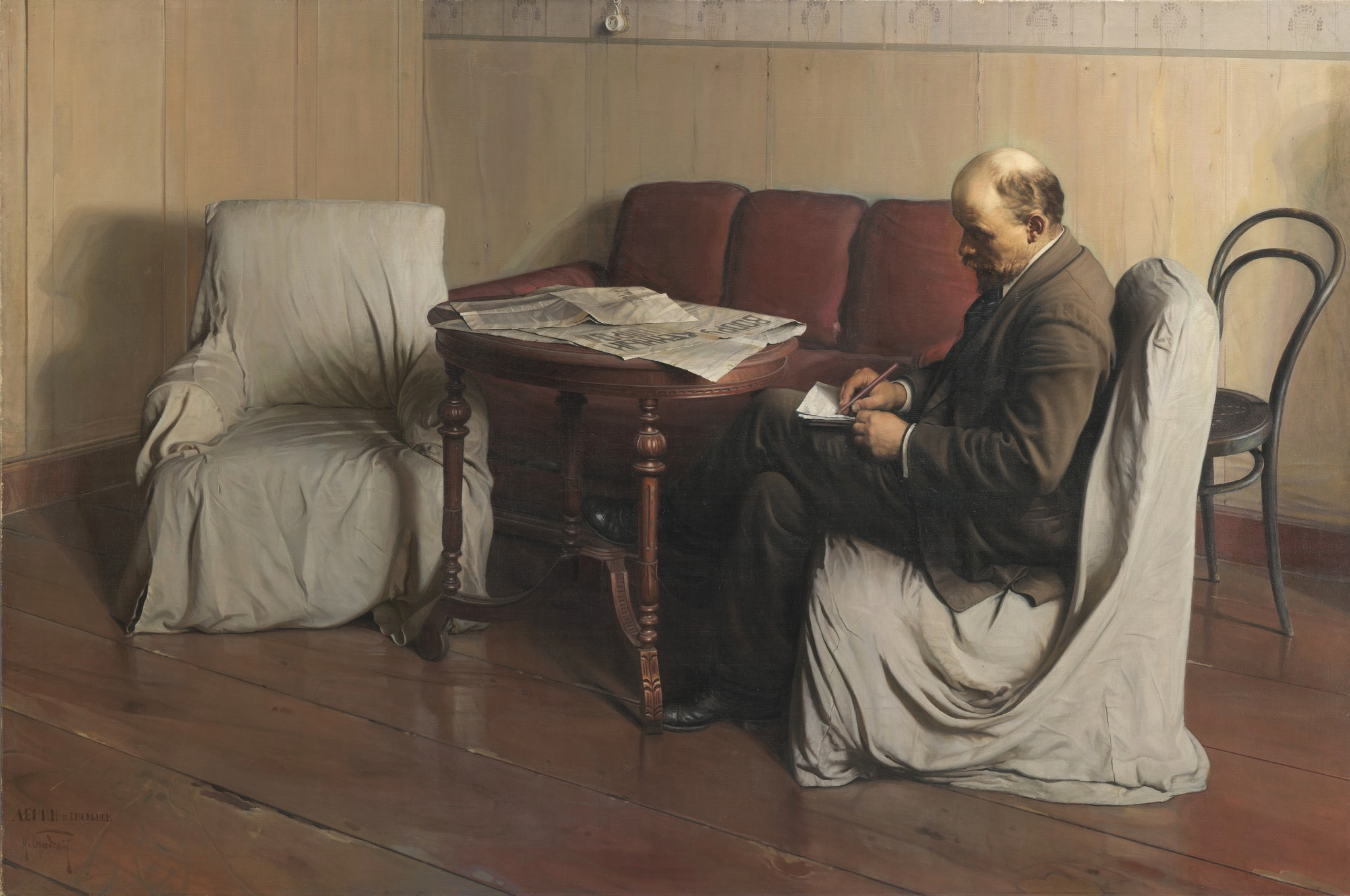
Lenin in Smolny, Isaak Brodsky, 1930.

Wladimir Lenin war der Ansicht, dass die Kunst dem Volk gehören und auf der Seite des Proletariats stehen sollte. „Die Kunst sollte sich auf ihre Gefühle, Gedanken und Forderungen stützen und mit ihnen wachsen“, so Lenin. Er glaubte auch, dass die Literatur Teil der gemeinsamen Sache des Proletariats sein müsse. Nach der Revolution von 1917 ermutigten die Führer der neu gegründeten kommunistischen Partei das Experimentieren mit verschiedenen Kunstformen. Lenin war der Ansicht, dass der Kunststil, den die UdSSR unterstützen sollte, für die Masse der Analphabeten in Russland leicht verständlich sein musste (was abstrakte Kunst wie den Suprematismus und den Konstruktivismus ausschloss).
Es fand eine umfassende Debatte über die Kunst statt; der Hauptkonflikt bestand zwischen denjenigen, die an eine „proletarische Kunst“ glaubten, die keine Verbindungen zu der aus der bürgerlichen Gesellschaft stammenden Kunst der Vergangenheit haben sollte und denjenigen (am lautesten Leo Trotzki), die der Meinung waren, dass die Kunst in einer von den Werten der Arbeiterklasse beherrschten Gesellschaft alle Lektionen der bürgerlichen Kunst aufnehmen müsse, bevor sie sich überhaupt weiterentwickeln könne.
Die Machtübernahme durch die Partei Josef Stalins ging mit der Schaffung einer offiziellen Kunst einher: Am 23. April 1932 gründete das Zentralkomitee der Kommunistischen Partei unter der Leitung Stalins eine Organisation, die den Verband der sowjetischen Schriftsteller entwickelte. Diese Organisation unterstützte die neue Ideologie des sozialen Realismus.
Bis 1934 wurden alle anderen unabhängigen Künstlergruppen aufgelöst, so dass es für jemanden, der nicht im Verband der sowjetischen Schriftsteller mitwirkte, fast unmöglich war, ein Werk zu veröffentlichen. Jedes literarische oder malerische Werk, das nicht der Ideologie des sozialen Realismus entsprach, wurde zensiert oder verboten. Diese neue Kunstrichtung, die unter Joseph Stalin eingeführt wurde, war einer der praktischsten und dauerhaftesten künstlerischen Ansätze des 20. Jahrhunderts. Mit der kommunistischen Revolution kam auch eine Kulturrevolution. Sie verschaffte Stalin und seiner Kommunistischen Partei auch eine größere Kontrolle über die sowjetische Kultur und hinderte die Menschen daran, alternative geopolitische Ideologien auszudrücken, die sich von denen des sozialistischen Realismus unterschieden. Der Niedergang des sozialistischen Realismus begann mit dem Zerfall der Sowjetunion im Jahr 1991.

## Im Film
Der soziale Realismus im Kino hat seine Wurzeln im italienischen Neorealismus, insbesondere in den Filmen von Roberto Rossellini, Vittorio De Sica, Luchino Visconti und in gewissem Maße von Federico Fellini.

### Im britischen Kino
Das frühe britische Kino bediente sich der allgemeinen sozialen Interaktion in den literarischen Werken von Charles Dickens und Thomas Hardy. Einer der ersten britischen Filme, der den Wert des Realismus als sozialen Protest betonte, war James Williamsons A Reservist Before the War und After the War von 1902. Der Film erinnerte an Soldaten des Burenkrieges, die in die Arbeitslosigkeit zurückkehrten. Die repressive Zensur in den Jahren 1945–1954 hinderte britische Filme daran, radikalere soziale Positionen zu vertreten.
Nach dem Ersten Weltkrieg war die britische Mittelschicht im Allgemeinen für Realismus und Zurückhaltung im Kino, während die Arbeiterklasse im Allgemeinen Hollywood-Genrefilme bevorzugte. Der Realismus stand also für Bildung und hohe Seriosität. Diese sozialen und ästhetischen Unterscheidungen sollten sich bald als roter Faden durchsetzen, da der soziale Realismus heute mit dem Autorenfilm assoziiert wird, während die Mainstream-Hollywood-Filme im Multiplex gezeigt werden.
Der Produzent Michael Balcon griff diese Unterscheidung in den 1940er Jahren wieder auf und verwies auf die Rivalität der britischen Industrie mit Hollywood in Bezug auf „Realismus und Lametta“. Balcon, der Leiter der Ealing Studios, wurde zu einer Schlüsselfigur bei der Entstehung eines nationalen Kinos, das sich durch Stoizismus und Wahrhaftigkeit auszeichnete. „Durch die Kombination des objektiven Charakters und der Ästhetik der Dokumentarfilmbewegung mit den Stars und Ressourcen des Studiofilms gelang es dem britischen Kino der 1940er Jahre, ein Massenpublikum zu begeistern“, so der Kritiker Richard Armstrong.
Der soziale Realismus im Kino spiegelt die sich wandelnde britische Kriegsgesellschaft wider. Frauen arbeiteten an der Seite von Männern beim Militär und in den Munitionsfabriken und stellten die vorgegebenen Geschlechterrollen in Frage. Rationierung, Luftangriffe und beispiellose staatliche Eingriffe in das Leben des Einzelnen förderten eine sozialere Philosophie und Weltanschauung. Zu den sozialrealistischen Filmen dieser Zeit gehören Target for Tonight (1941), In Für was wir dienen (1942), Millions Like Us (1943) und Wunderbare Zeiten (1944). Der Historiker Roger Manvell schrieb: „Als die Kinos [die anfangs aus Angst vor Luftangriffen geschlossen waren] wieder öffneten, strömte das Publikum hinein, auf der Suche nach Erleichterung von der harten Arbeit, nach Gesellschaft, nach Entspannung, nach emotionalem Genuss und, wo immer es möglich war, nach einer Bekräftigung der menschlichen Werte“.
In der Nachkriegszeit wiederholten Filme wie Blockade in London (1949), The Blue Lamp (1949) und Titfield-Expreß (1952) sanfte patrizische Werte und schufen eine Spannung zwischen der Kameradschaft der Kriegsjahre und der aufkeimenden Konsumgesellschaft.
Als Sydney Box 1946 die Leitung von Gainsborough Pictures übernahm, vollzog sich ein Übergang von den Gainsborough-Melodramen, die in den Kriegsjahren erfolgreich gewesen waren, zum sozialen Realismus. Themen wie kurzfristige sexuelle Beziehungen, Ehebruch und uneheliche Geburten hatten während des Zweiten Weltkriegs Hochkonjunktur und Box, der den Realismus dem vorzog, was er als „flamboyante Fantasie“ bezeichnete, rückte diese und andere soziale Themen wie Kinderadoption, Jugendkriminalität und Vertriebene mit Filmen wie When the Bough Breaks (1947), Good-Time Girl (1948), Portrait from Life (1948), The Lost People (1949) und Boys in Brown (1949) in den Vordergrund. Filme über neue, sich rasch ausbreitende Formen der Freizeitgestaltung von Familien der Arbeiterklasse im Großbritannien der Nachkriegszeit wurden auch von Box in Holiday Camp (1947), Easy Money (1948) und A Boy, a Girl and a Bike (1949) gezeigt.
Auch nach der Schließung von Gainsborough im Jahr 1951 blieb Box entschlossen, Filme mit sozialem Realismus zu drehen. 1952 sagte er: „Bisher wurde noch kein Film über die Tolpuddle Martyrs, die Suffragetten-Bewegung, den National Health Service in seiner heutigen Form oder die Skandale um Patentarzneimittel, die Kontrolle des Erdöls in der Welt oder aus Profitgründen hergestellte Rüstungsgüter gedreht“. Er verfilmte diese Art von Geschichten jedoch nicht weiter und konzentrierte sich stattdessen auf Themen wie Abtreibung, Teenager-Prostitution, Bigamie, Kindesvernachlässigung, Ladendiebstahl und Drogenhandel in Filmen wie An der Straßenecke (1953), Too Young to Love (1959) und Subway in the Sky (1959).
In den 1950er und 1960er Jahren entstand eine britische New-Wave-Bewegung. Britische Autorenfilmer wie Karel Reisz, Tony Richardson und John Schlesinger erzählten in weiten Einstellungen und mit klaren Worten Geschichten von einfachen Briten, die sich mit den gesellschaftlichen Strukturen der Nachkriegszeit auseinandersetzen. Die Lockerung der Zensur ermöglichte es den Filmemachern, Themen wie Prostitution, Abtreibung, Homosexualität und Entfremdung zu thematisieren. Zu den Charakteren gehörten Fabrikarbeiter, Büroangestellte, unzufriedene Ehefrauen, schwangere Freundinnen, Ausreißer, Randständige, Arme und Depressive. Der Protagonist der New Wave war in der Regel ein Mann aus der Arbeiterklasse, der in einer Gesellschaft ohne Orientierung lebte, in der die traditionellen Industrien und die damit verbundenen Kulturen im Niedergang begriffen waren.
Auch Mike Leigh und Ken Loach drehen zeitgenössische sozialrealistische Filme.

### Liste der britischen New-Wave-Filme
- Der Weg nach oben (1959) (1958)
- Samstagnacht und Sonntagmorgen (1960)
- Die Einsamkeit des Langstreckenläufers (1962)
- Nur ein Hauch Glückseligkeit (1962)[35]

### Im indischen Kino
Der soziale Realismus wurde auch von den Hindi-Filmen der 1940er und 1950er Jahre übernommen, darunter Chetan Anands Neecha Nagar (1946), der bei den ersten Filmfestspielen in Cannes die Goldene Palme gewann und Bimal Roys Zwei Hektar Land (1953), der 1954 den Internationalen Preis der Filmfestspiele von Cannes erhielt. Aus dem Erfolg dieser Filme ging das New Indian Cinema hervor, mit frühen bengalischen Kunstfilmen wie Nagarik (1952) von Ritwik Ghatak und der Apu-Trilogie (1955–59) von Satyajit Ray. Der Realismus im indischen Kino geht auf die 1920er und 1930er Jahre zurück, mit frühen Beispielen wie V. Shantarams Filmen Indian Shylock (1925) und The Unaccpected (1937).

### Liste der neorealistischen/sozialrealistischen Filme im amerikanischen Kino
- Jagd nach Millionen (1947)
- Gefahr in Frisco (1949)
- Lügende Lippen (1950)
- Outrage (1950)
- Hard, Fast and Beautiful (1951)
- Der Mann mit zwei Frauen (1953)
- Der Anhalter (1953)
- Der kleine Ausreißer (1953)
- Salt of the Earth (1954)
- On the Bowery (1956)
- Schatten (1959)
- The Exiles (1961)
- The Cool World (1963)
- Nothing But a Man (1964)
- Wanda (1970)
- Dusty and Sweets McGee (1971)
- Killer of Sheep (1978)
- Northern Lights (1978)[37]
- Bush Mama (1979)
- El Norte (1983)[38]
- My Brother's Wedding (1983)
- Bless Their Little Hearts (1984)
- Stranger Than Paradise (1984)[39]
- Down By Law (1986)
- Border Radio (1987)
- American Me (1992)
- Clerks – Die Ladenhüter (1994)
- Friday (1995)
- 8 Mile (2002)
- Half Nelson (2006)
- Chop Shop (2007)
- Frownland (2007)
- Ein Sommer in New York – The Visitor (2007)
- Frozen River (2008)
- Sugar (2008)
- Wendy and Lucy (2008)
- Auf dem Weg nach Oregon (2010)
- Winter’s Bone (2010)
- Nebraska (2013)
- Tangerine L.A. (2015)
- American Honey (2016)
- The Rider (2017)
- Patti Cake$ – Queen of Rap (2017)
- The Florida Project (2017)
- Leave No Trace (2018)
- Roma (2018) (2018)
- Niemals Selten Manchmal Immer (2020)
- Red Rocket (2021)

### Mit dem amerikanischen Neorealismus/Sozialrealismus verbundene Filmemacher
- Chloé Zhao
- Ramin Bahrani
- Sean Baker[40]
- Charles Burnett
- John Cassavetes
- Shirley Clarke
- Ida Lupino
- Coleman Francis
- Jim Jarmusch
- Barbara Loden
- Kent Mackenzie
- Kelly Reichardt